# District d'Andilamena
 (février 2023).
Si vous disposez d'ouvrages ou d'articles de référence ou si vous connaissez des sites web de qualité traitant du thème abordé ici, merci de compléter l'article en donnant les références utiles à sa vérifiabilité et en les liant à la section « Notes et références ».
Le district d'Andilamena est un district du Nord-Est de Madagascar situé dans la région d'Alaotra-Mangoro. La population de la commune est estimée à environ 37 229 habitants.